# Harry Snell
Harry Snell   (Borås, 7 d'octubre de 1916 - Borås, 8 de maig de 1985) va ser un ciclista suec amateur. Va participar en els Jocs Olímpics d'estiu de 1948 i el mateix any es va proclamar Campió del món en ruta.

## Palmarès
Palmarès.
- -  Campió de Suècia en ruta
- 1944
  -  Campió de Suècia en ruta
- 1945
  -  Campió de Suècia en contrarellotge
- 1948
  -  Campió del món amateur en ruta
  -  Campió de Suècia en ruta
- 1950
  -  Campió de Suècia en ruta